# Johanna von Bourbon (1338–1378)
Johanna von Bourbon (* 3. Februar 1338 in Schloss Vincennes; † 6. Februar 1378 in Paris) war als Ehefrau König Karls V. seit 1364 Königin von Frankreich. Sie war eine Tochter des Herzogs Peter I. von Bourbon und der Isabella von Valois.

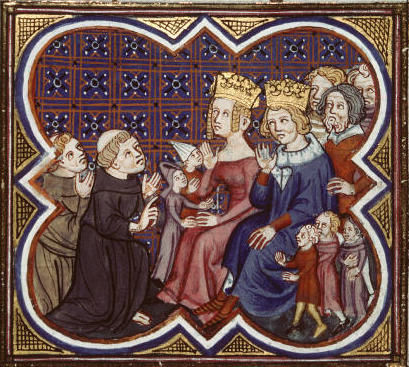
Königin Johanna und ihr Ehemann König Karl V. von Frankreich, Miniatur aus dem 14. Jahrhundert

## Leben
Johanna wurde im königlichen Schloss von Vincennes geboren und war seitens beider Elternteile von kapetingischer Abstammung. Ihre Taufpaten waren ihre zukünftigen Schwiegereltern, König Johann II. der Gute und Jutta von Luxemburg. Ihre Eltern wollten sie zunächst mit Amadeus VI. von Savoyen, später mit dem Dauphin Humbert II. von Vienne verheiraten, was allerdings durch das Eintreten Humberts in ein geistliches Leben scheiterte.
Schließlich wurde Johanna 1349 mit dem Thronfolger Karl verlobt, der über ihre Mutter ihr Cousin zweiten Grades war. Papst Clemens VI. hatte für diese Verwandtenehe eine notwendige Dispens erteilt. Die nahe Verwandtschaft des Paares könnte die Ursache der geistigen Erkrankung des späteren Königs Karl VI. gewesen sein, welcher „der Wahnsinnige“ genannt wurde. Die Hälfte von Johannas Mitgift (100.000 fl.) wurde zum Kauf des Fürstentums der Dauphiné verwendet, das ihr Verlobter von Humbert II. übernahm.
Am 8. April 1350 heiratete die 12-jährige Johanna in Tain-l’Hermitage ihren damals 13-jährigen Verlobten. Das erste Kind wurde aber erst geboren, als sie 19 Jahre alt war:
- Jeanne, * November 1357, † 21. Oktober 1360 in der Abtei Saint-Antoine-des-Champs
- Jean, * wohl 1359, † wohl vor 1364
- Bonne, * wohl 1360, † 7. November 1360 in Paris, dort auch begraben

Danach wandte sich Karl von ihr ab und Biette Cassinel zu, die seine offizielle Geliebte wurde, allerdings kam das Paar nach Karls Krönung am 19. Mai 1364 wieder zusammen, zumal der gemeinsame Sohn Jean wohl gestorben war und wieder Bedarf nach einem ehelichen Thronfolger bestand. Die wieder aufgenommene Ehe scheint harmonisch geworden zu sein, Karl V. schätzte die Meinung seiner Frau nicht nur in künstlerischen, sondern auch in politischen Fragen hoch ein. In ihrer Zeit als Königin wurden sechs weitere Kinder geboren:

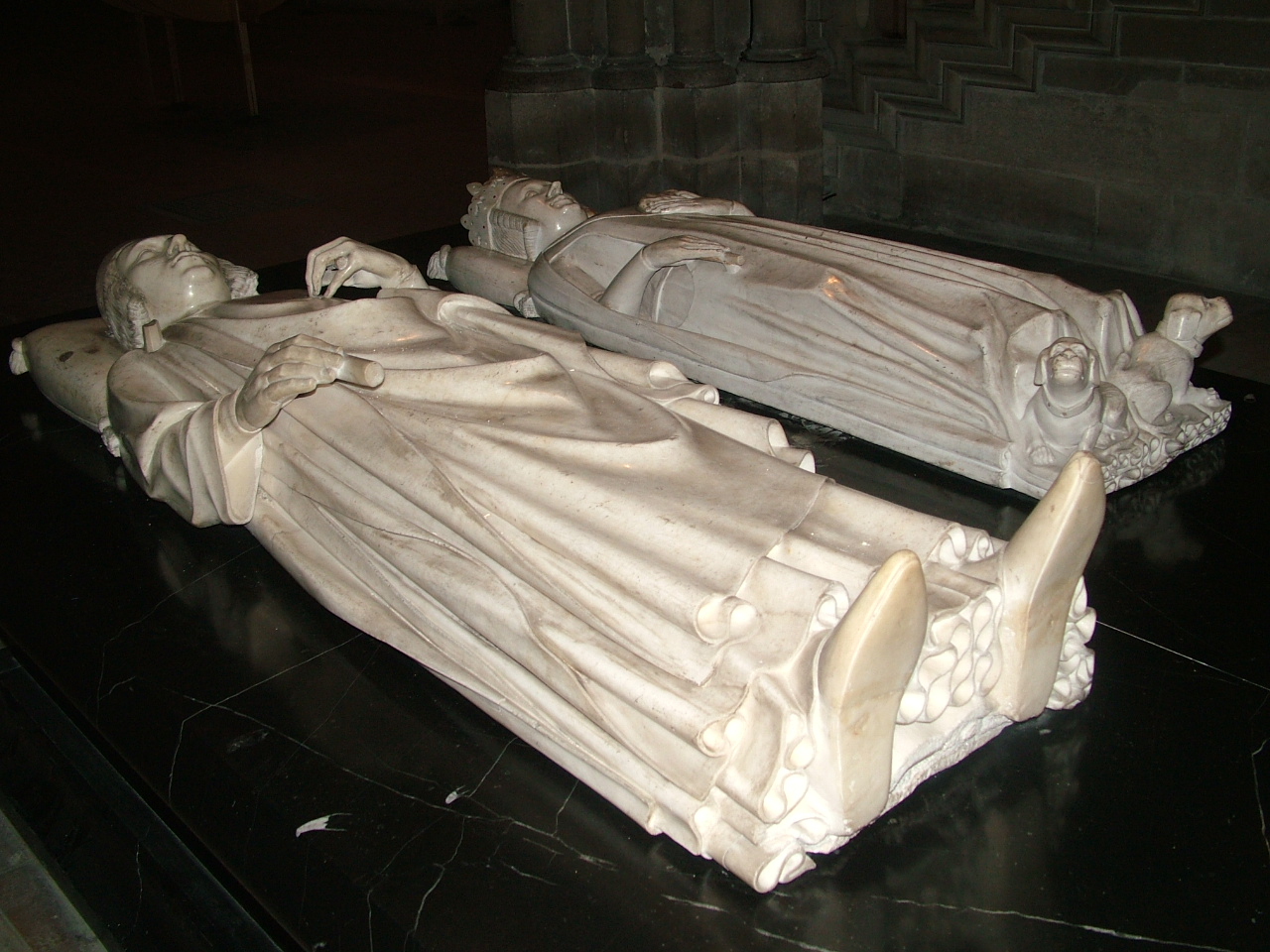
Grab König Karls V. und Johannas von Bourbon

- Jean, * 7. Juni 1366 in Schloss Vincennes, † 21. Dezember 1366 wohl daselbst
- Karl VI. der Wahnsinnige (Charles VI. le Fou, auch le Bien-Aimé), * 3. Dezember 1368 in Paris, † 21. Oktober 1422 daselbst, 1368 Dauphin von Viennois, 1380 König von Frankreich,
- Marie, * 27. Februar 1370 in Paris, † Juni 1377 wohl daselbst
- Louis, * 13. März 1372 im Hôtel Saint-Paul in Paris, † ermordet 23. November 1407 in Paris, 1386–1392 Herzog von Touraine, 1392 Herzog von Orléans und Graf von Valois, Pair von Frankreich
- Isabelle, * 24. Juli 1373 in Paris, † 13. Februar 1378 daselbst, begraben in der Basilika Saint-Denis
- Catherine, * 4. Februar 1378 in Paris, † Oktober 1388, begraben in Maubuisson; ⚭ 5. August 1386 in Saint-Ouen Johann II. von Berry (Jean II. de Berry), wohl 1382 Graf von Montpensier, † 1401/1402[3]

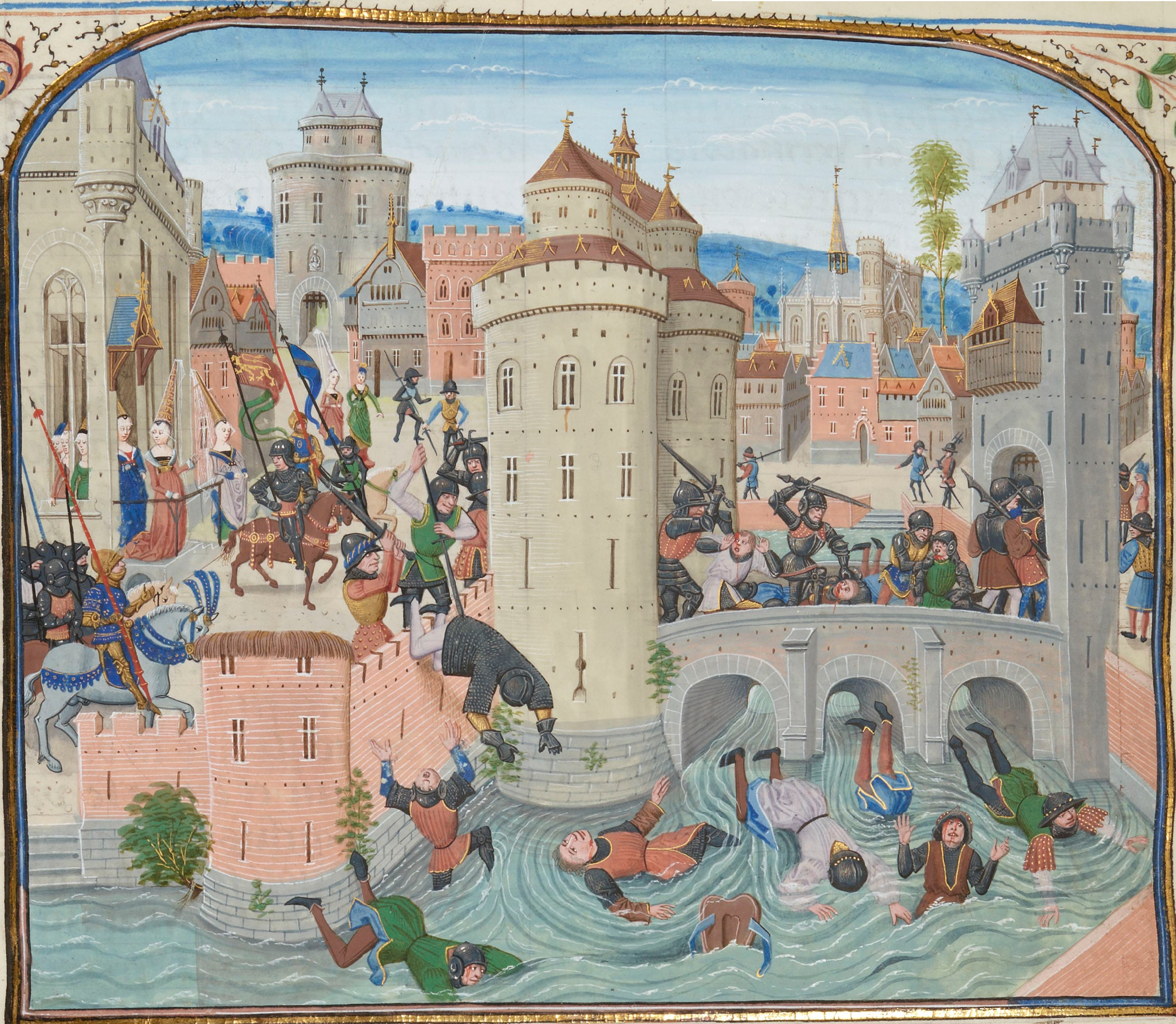
Belagert in der Festung von Meaux

Das königliche Paar führte eine insgesamt harmonische Ehe; inwiefern Johanna einen Einfluss auf die Politik ihres Mannes hatte, ist nicht bekannt. Während des großen Bauernaufstandes von 1358 (Jacquerie) musste sie aus dem eingeschlossenen Meaux befreit werden.
1375 erlitt sie einen Nervenzusammenbruch, der mehrere Monate andauerte. Johanna von Bourbon starb kurz nach der Geburt ihrer jüngsten Tochter im Alter von vierzig Jahren im Hôtel Saint-Paul; sie wurde in der Abtei von Saint-Denis bestattet.